# 성일개발
성일개발 주식회사(Sungil Development Co., Ltd.)는 대한민국의 주거용 건물 개발 공급업체이다. 시행업과 부동산 사업을 하고 있다.

## 연혁
- 1971.05 성일건설 주식회사 설립
- 1971.07 종합 건설업 면허 취득(토목, 건축 공사업 제836호)
- 1972.02 재무부장관 표창(우수기업)
- 1973.05 전기 공사업 면허 취득(제 1종 137호)
- 1975.08 본사 이전(서울특별시 중구 을지로 4가 310-68)
- 1980.03 본사 이전(서울특별시 강남구 서초동 85-1)
- 1982.03 본사 이전(서울특별시 강남구 논현동 산 1-1)
- 1984.06 석탑산업훈장 수훈(건설 산업 발전)
- 1985.04 주택건설사업자 등록
- 1986.08 소방설비 공사업 제 1,2종 면허 취득(제86-51-42호, 서울특별시)
- 1986.12 군납업 등록(제 A-352, 서울특별시)
- 1989.12 특수 건설업 면허 취득(포장 공사업 제254호, 국토교통부)
- 1990.03 국세청장 표창(모범 납세 업체)
- 1990.06 건설부장관 표창(기술개발)
- 1990.06 주택건설 지정업자 지정(제132호, 국토교통부)
- 1991.02 (주)여주종합터미널 설립
- 1991.04 본사 이전(서울특별시 강남구 도곡동 419-1)
- 1992.10 수질오염방지시설 등록(제356호, 한강환경관리청)
- 1992.11 해외건설업 면허취득(일반건설업 제99호, 국토교통부)
- 1993.04 일반 폐기물 처리시설 설계, 시공업등록
- 1993.07 분뇨처리시설 등의 설계, 시공업 등록 (우수정화시설설계 시공업 제294호, 서울특별시)
- 1994.06 동탑산업훈장 수훈
- 1994.09 공장등록(주형 및 금속제재업 29294, 여주군수)
- 1994.11 임대사업자 등록(제94-20-6호, 강남구청)
- 1995.04 학회상 수상 (사단법인 대한건축학회)
- 1995.11 여주종합터미널 지점 설치
- 1996.12 재단법인 성일장학재단 설립
- 1997.08 소방시설 공사업 등록(서울 강남 제85-51-42호, 강남소방서)
- 1997.11 우수시공 격려상 수상(대한주택공사)
- 1998.02 ISO 9001 인증 획득(제QSC80882, 크레비즈인증원)
- 1999.05 정보통신 공사업 허가(제210508호, 서울체신청)
- 2000.06 정보통신 공사업 등록(제111282호, 서울체신청)
- 2000.07 전기공사업 등록(서울-00039, 서울특별시)
- 2000.12 우수시공 격려상 수상(대한주택공사)
- 2001.10 성일건설(주)과 성일종합건설(주)로 인적 분할
- 2002.07 성일종합건설(주)로 상호 변경
- 2012.12 여주종합터미널 지점 매각
- 2012.12 대표이사 황진성 취임
- 2021.08 성일개발(주)로 상호 변경

## 브랜드
- 상현재

## 계열사
- 성일건설(주)
- (주)에스아이네트
- 상현재종합관리(주)
- (주)에스아이프라퍼티